# 克魯斯-華格納製片
克魯斯-華格納製片（Cruise/Wagner Productions）是一家美國獨立電影製片公司，由電影演員湯姆·克魯斯與電影製片人寶拉·華格納於1993年9月共同創辦，志在為湯·告魯斯在他演出的電影中爭取更多控制權和更多的利益。直至2006年，公司累計收入為29億美元。